# Communauté de communes entre Grosne et Guye
La communauté de communes entre Grosne et Guye est une ancienne communauté de communes française, située dans le département de Saône-et-Loire et la région Bourgogne. Elle doit son nom aux deux rivières : Grosne et Guye.

## Composition
Elle est composée des communes suivantes :
| Nom                       | Code Insee | Gentilé       | Superficie (km2) | Population (dernière pop. légale) | Densité (hab./km2) |
| ------------------------- | ---------- | ------------- | ---------------- | --------------------------------- | ------------------ |
| Ameugny                   | 71007      | Ameugnaquois  | 6,47             | 166 (2014)                        | 26                 |
| Bissy-sous-Uxelles        | 71036      | Bissellois    | 3,10             | 70 (2014)                         | 23                 |
| Bonnay                    | 71042      |               | 11,99            | 338 (2014)                        | 28                 |
| Burnand                   | 71067      | Beurnanciaux  | 6,52             | 125 (2014)                        | 19                 |
| Burzy                     | 71068      | Burzinois     | 5,31             | 72 (2014)                         | 14                 |
| Chapaize                  | 71087      | Chapaiziens   | 13,76            | 148 (2014)                        | 11                 |
| Chissey-lès-Mâcon         | 71130      | Chissayons    | 15,28            | 239 (2014)                        | 16                 |
| Cormatin                  | 71145      | Cormatinois   | 9,17             | 563 (2014)                        | 61                 |
| Cortevaix                 | 71147      | Cortevaisiens | 10,42            | 255 (2014)                        | 24                 |
| Curtil-sous-Burnand       | 71164      | Curtilois     | 8,34             | 134 (2014)                        | 16                 |
| Malay                     | 71272      |               | 12,14            | 232 (2014)                        | 19                 |
| Passy                     | 71344      | Passycois     | 4,36             | 59 (2014)                         | 14                 |
| Sailly                    | 71381      |               | 8,96             | 88 (2014)                         | 9,8                |
| Saint-Gengoux-le-National | 71417      | Jouvenceaux   | 9,36             | 1 043 (2014)                      | 111                |
| Saint-Huruge              | 71427      | Hurugeois     | 4,03             | 56 (2014)                         | 14                 |
| Saint-Ythaire             | 71492      |               | 9,30             | 125 (2014)                        | 13                 |
| Savigny-sur-Grosne        | 71507      |               | 6,52             | 181 (2014)                        | 28                 |
| Sigy-le-Châtel            | 71521      |               | 6,95             | 90 (2014)                         | 13                 |

## Historique
Le 1er janvier 2014, elle fusionne avec la communauté de communes autour du Mont Saint-Vincent pour former la Communauté de communes entre la Grosne et le Mont Saint-Vincent.

## Sources
- Le SPLAF (Site sur la Population et les Limites Administratives de la France)
- La base ASPIC